# 張沅薇
张沅薇（英語：Amy Cheung Yuen Mei，1970年9月11日—），香港女演員及模特兒，曾是無綫電視合約藝人，1997年淡出演藝圈，後轉職秘書，亦曾從事私人會所知客和餐廳公關等工作。

## 背景
張沅薇早年在觀塘區長大，有一名兄長，父親是個消防員，為藝人良鳴的外孫女。她曾就讀聖安當小學下午校（1983年小六，與藝人趙學而（原名趙慧燕）為同班同學）和聖傑靈女子中學，約10歲已隨外公一起演出話劇，14、15歲開始當青春雜誌模特兒，也加入校內話劇組；1990年跟鄺美雲、莫鎮賢、湯寶如、溫碧霞、林志美等藝人先後與李偲嫣創立的「靈量創建娛樂」簽約，惟僅一年就發現對方賬目混亂，遂與鄺莫二人聯袂舉行記者會宣布解約。1991年，她加入無綫電視，初時獲安排主持兒童節目《閃電傳真機》，因在短劇中扮演「吱吱鼠」一角而為人認識。隨後，她主持過深夜節目《翡翠音樂幹線》、《Sunday新地帶》，以及調到戲劇組拍攝劇集，較為人熟悉的作品為《愛生事家庭》和《刑事偵緝檔案II》。1997年，她決定離開無綫電視而嘗試轉投電影圈，但發展不太順利，故選擇淡出娛樂圈；1999年與音樂人王雙駿分手，不久跟圈外人結婚，並誕下第一子，專心照顧家庭。
2007年，張沅薇結束第一段婚姻後為養育兩名兒子，在朋友公司（灣仔）任職秘書，再於達明牆紙擔任客戶服務主管，期間曾轉了幾份工作如西營盤私人會所接待員等。2016年，她經藝能環球老闆張國忠挖角，轉職旗下西環新派粵菜館「尚品薈」，負責在樓面招待貴賓（公關），後來又回到牆紙公司重操故業。2021年9月，她應昔日《閃電傳真機》一位撰稿同事邀請，擔任懷舊清談節目《童你一起長大了》嘉賓而受到注目，接受傳媒訪問時亦透露自己仍有戲癮，加上獲得丈夫支持，因此有意復出拍攝劇集；同年底跟太陽娛樂文化簽約。

## 演出作品

### 電視劇
| 首播          | 剧名                   | 角色              |
| 無綫電視      |                        |                   |
| 1992 - 1993年 | 愛生事家庭             | 刘少班            |
| 1993年        | 不可思議星期二之鬼戀人 | 欣 欣             |
| 1994年        | CATWALK俏佳人          | 方莉莉            |
| 1995年        | 箭侠恩仇               | 楚 楚             |
| 1995年        | 刑事侦缉档案II         | 周咏欣            |
| 1995年        | 新同居关系             | Eva               |
| 1996年        | 900重案追凶            | 刘采眉（May May） |
| 1996年        | 西遊記                 | 百花公主          |
| 中国星        |                        |                   |
| 1998年        | 绝地苍狼               | 邢小彤            |

### 電影
| 首映   | 電影名   | 角色  |
| 1991年 | 暴風少年 | 阿 儀 |
| 1997年 | 求恋期   | Amy   |

### 電視节目
| 首播          | 節目名                       | 備註                                               |
| 無綫電視      |                              |                                                    |
| 1990年        | Beyond音乐特辑之劲band四斗士 | 飾演黄家驹的女友                                   |
| 1992 - 1993年 | 闪电传真机                   | 主持之一接替黎芷珊，後調職戲劇組便交由姚安娜接任。 |
| 1992年        | 停不了的音乐                 |                                                    |
| 1993年        | 翡翠音樂幹線                 | 擔任影像騎師                                       |
| 1994年        | Sunday新地帶                 | 主持之一                                           |
| 1995年        | 大江南北 長春特輯            | 主持                                               |
| 1995年        | 美妙新旅程之印度             | 主持                                               |
| ？            | 週末任你點                   | 主持                                               |
| 2021年        | 童你一起長大了               | 嘉賓                                               |

### 音樂錄像
| 年份   | 歌名           | 歌手 / 備註               |
| 1987年 | 沒有路人的都市 | Raidas 無綫電視音樂影帶   |
| 1990年 | 眷恋           | 李克勤 無綫電視版本女主角 |
| 1994年 | 這般發生       | 蘇有朋 無綫電視音樂影帶   |
| 1994年 | 失戀心情OAO    | 鄭嘉穎 無綫電視音樂影帶   |
| 1997年 | 歡樂今宵       | 古巨基 電影求戀期片段     |

## 外部連結
- 張沅薇的Facebook專頁
- 張沅薇的Instagram帳戶
- YouTube上的張沅薇頻道
- 張沅薇在香港影庫上的簡介